# FM東京

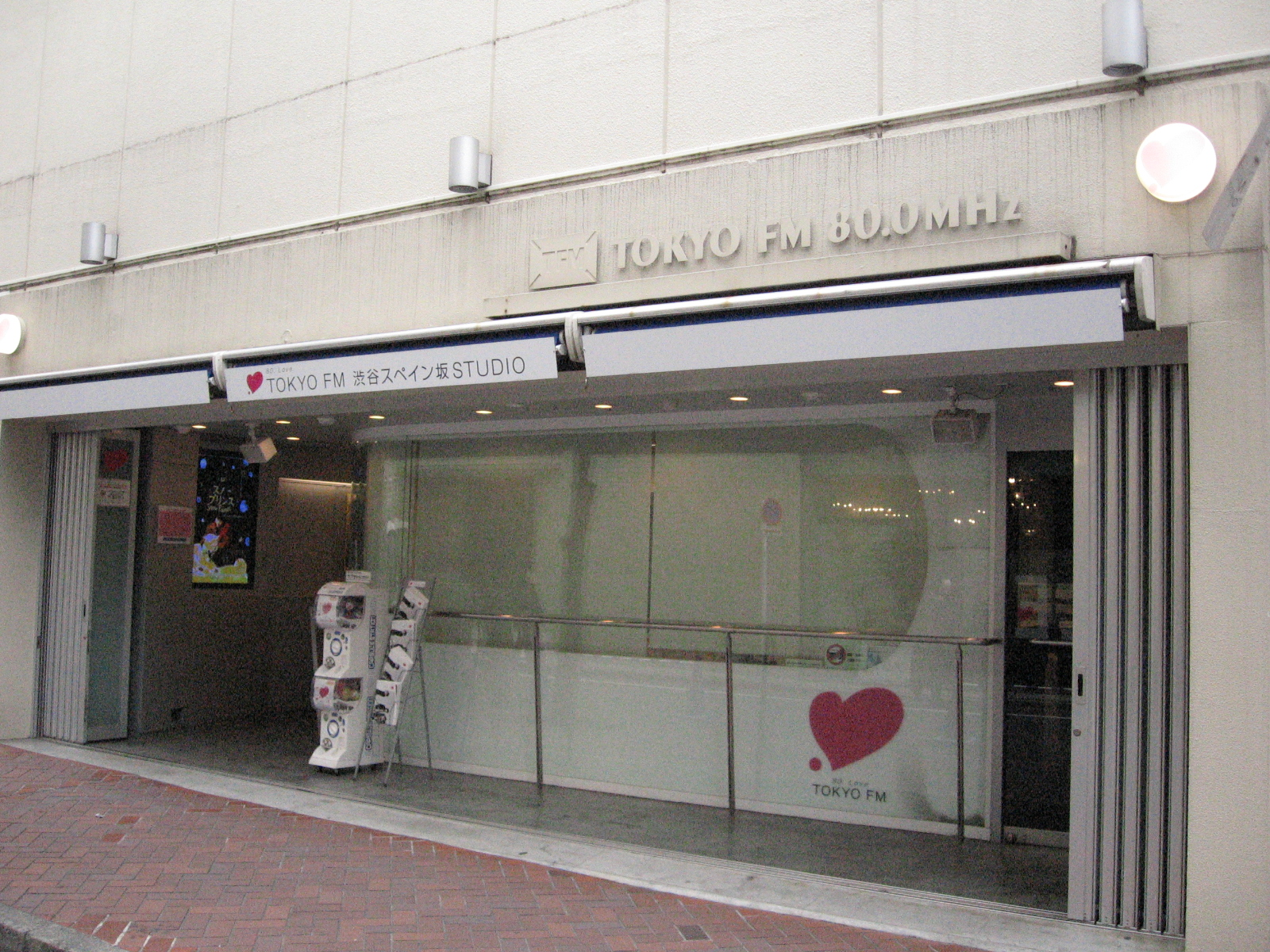
位於東京澀谷澀谷巴而可1樓的FM東京澀谷西班牙坂錄音室（TOKYO FM渋谷スペイン坂スタジオ），1993年6月19日啟用，2016年8月7日隨著建物改建而關閉。

FM東京（日语：／ efu-emu tōkyō */?；）是一家日本廣播電台，常通稱為「TOKYO FM」或縮寫為「TFM」；以東京都為廣播範圍，為JFN聯播網（全國调频广播協議會）的核心局，同時為特定地面基幹廣播事業者。開播於1970年4月26日，是日本第三個以一般廣播事業者身份設立的FM廣播電台，次於FM愛知及FM大阪；若包含其前身——東海大學於1958年12月31日開播的實驗電台「FM東海」，則為日本第一家FM廣播電台。

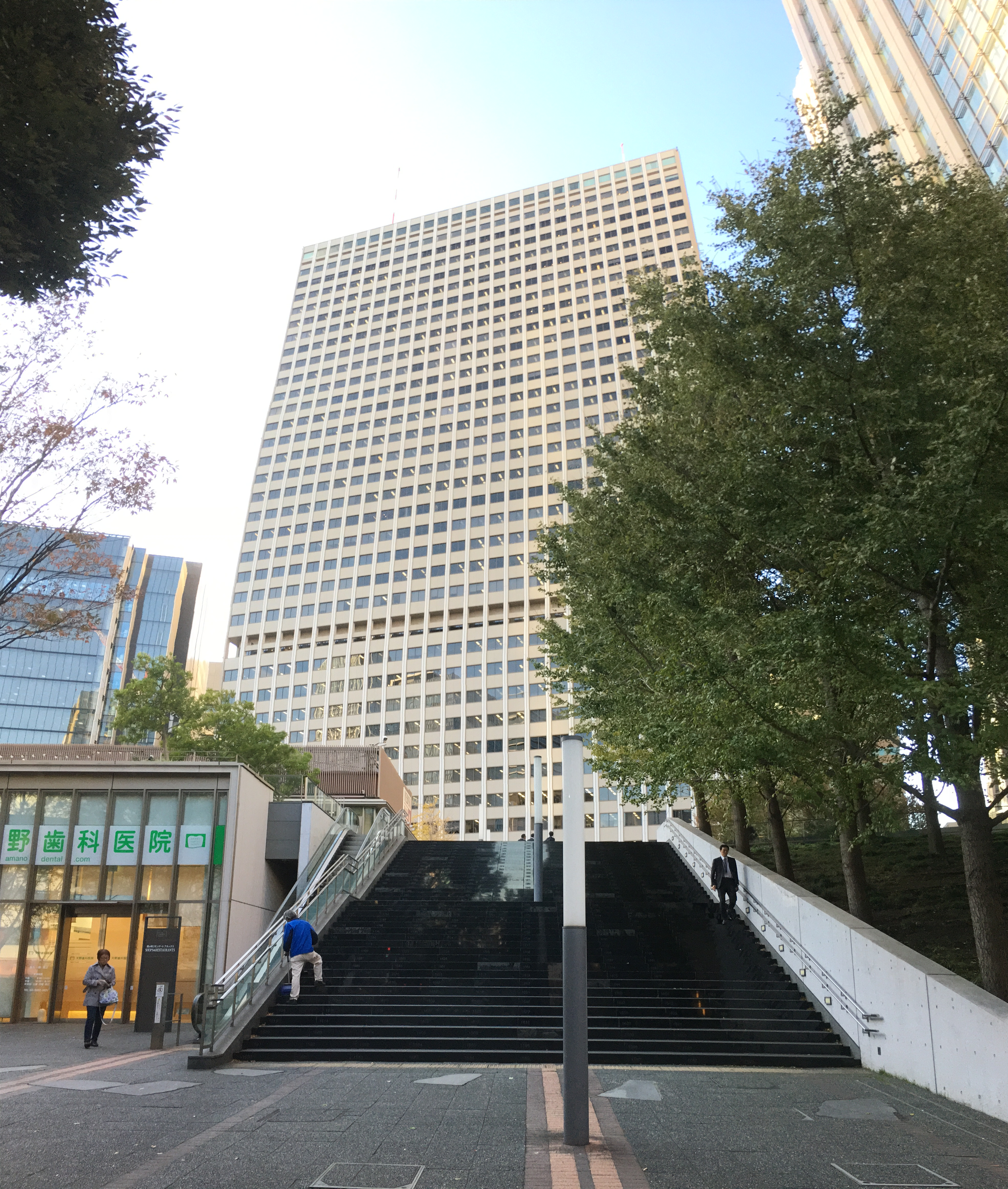
FM東京開播時，公司辦公室設於霞關大樓，錄音室等業務設施則設於虎之門的「發明會館」。

FM東京目前的總部位於東京半藏門，學校法人東海大學為其最大股東。自1990年10月1日起，FM東京就一直使用英文書寫的做為主要名稱；時至今日，除了局名告知（開播及收播）的場合之外，已經不再使用日語書寫的名稱了。2020年5月起，FM東京在其標誌上使用這個稱呼，但是仍然沒有修改電台的登記名稱。現行宣傳使用的標語為。

## 公司概況

### 基本情報
- 正式名稱：株式會社FM東京（株式会社エフエム東京）
- 正式英文名：
- 識別信號（日语：識別信号）：
- 總部： 日本東京都千代田区麹町一丁目7番地FM中心（〒102-8080）
- 代表取締役社長：黑坂修

2000年代後半期，FM東京在其衛星演播室內使用的電台台呼中插入廣告商的宣傳語，而這個服務在東京都的廣播電台裡僅有FM東京提供。
自2009年以來，FM東京每逢星期一便推出“綠色星期一”的綠色能源宣傳概念，同時FM東京所使用的電力均是由獲得可再生能源認證的電力公司所提供。為了響應這一宣傳企劃，官方網站的頂部也修改成了綠色基調。

### 資本構成
| 股東名               | 佔股數量 | 佔股比例 |
| -------------------- | -------- | -------- |
| 學校法人東海大學     | 92,000股 | 10.22%   |
| 東京電波塔株式會社   | 65,600股 | 7.28%    |
| 大日本印刷株式會社   | 44,900股 | 4.98%    |
| 瑞穗銀行             | 44,500股 | 4.94%    |
| 讀賣新聞東京本社     | 44,000股 | 4.88%    |
| 松下電器株式會社     | 44,000股 | 4.88%    |
| 學校法人北陸大學     | 40,000股 | 4.44%    |
| 日本電氣株式會社     | 36,000股 | 4.00%    |
| 日本信託服務信託銀行 | 30,000股 | 3.33%    |
| 瑞穗資本株式會社     | 26,000股 | 2.88%    |

### 關聯公司

#### 廣播事業子公司
- 行動優先株式會社
- FM聲音株式會社
- 音樂鳥株式會社（日语：株式会社アクトファースト）
- 媒體傳播株式會社

#### 企劃·製作事業子公司
- 東京FM音樂出版株式會社
- 蘇爾特斯株式會社
- 聯合世界音樂株式會社

#### 資訊提供事業子公司
- 日本啟萌系統株式會社

### 投資的廣播機構

#### 廣播電台
- FM福島株式會社（日语：株式会社エフエムサウンズ）（持股19.9%）
- 兵庫FM廣播株式會社（持股19.23%）
- FM沖繩株式會社（日语：株式会社メディア・コミュニケーションズ）（持股11.11%）

#### 電視台
- 東京都會電視株式會社（持股21.2%）

### 腳註
1. ↑  FM東京在平日並不播出全國FM放送協議會旗下製作公司JFNC所製作的節目，僅於週末播出。

## 外部連接
- 官方网站 （日語）
- TOKYO FM 80.0的X（前Twitter）
- TOKYO FM 80.0MHz的Facebook專頁
- TOKYO FM 80.0 & 86.6的Instagram帳戶
- YouTube上的TOKYO FM YouTube Channel頻道